# 繁花杜鹃
繁花杜鹃（学名：Rhododendron floribundum），为杜鹃花科杜鹃花属下的一个植物种。